# Ranger (samochód)
Ranger – samochód osobowy klasy wyższej produkowany pod południowoafrykańską marką Ranger w latach 1968–1978.

## Pierwsza generacja

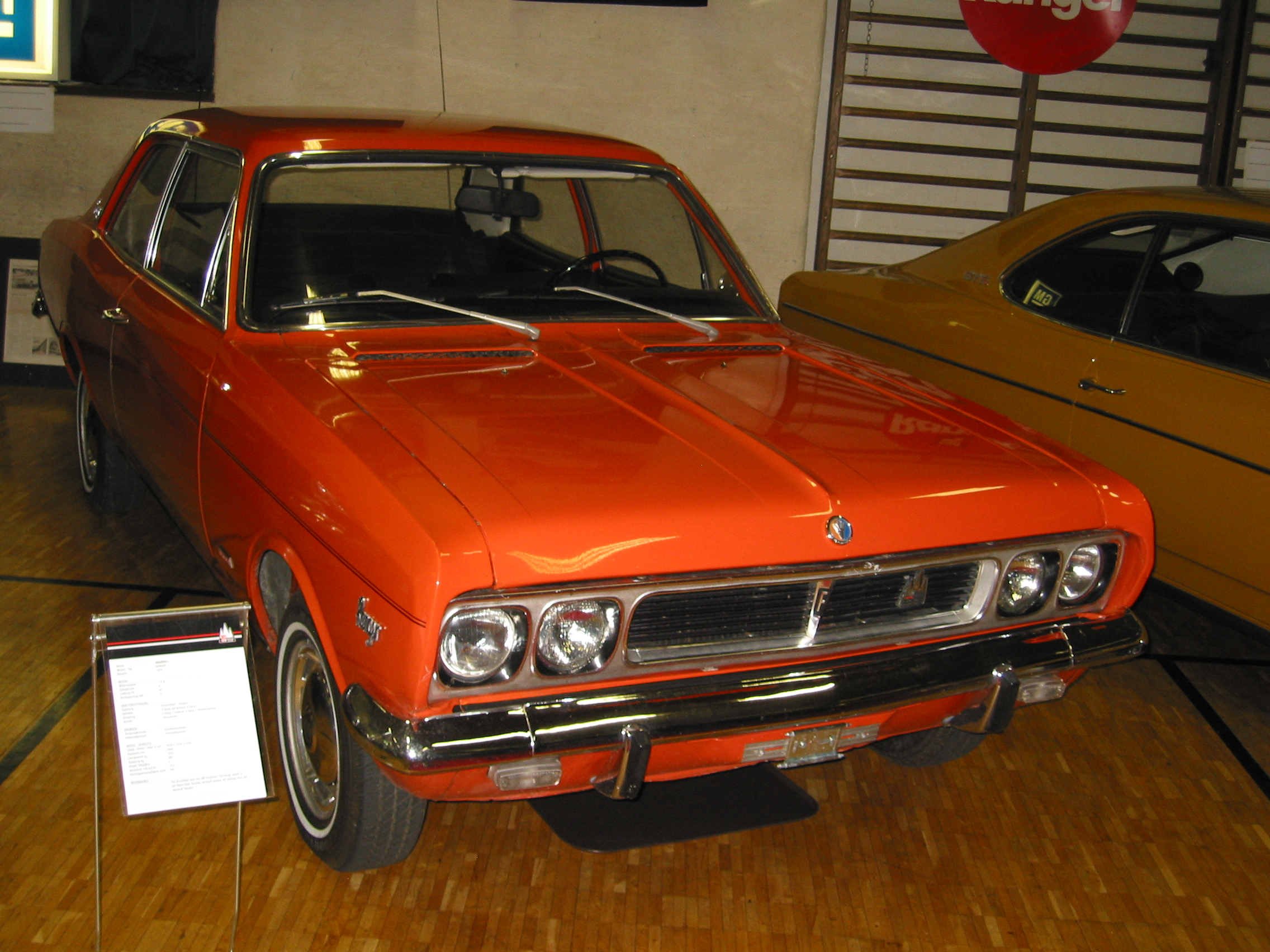
Ranger I

Ranger I został zaprezentowany po raz pierwszy w 1968 roku.
Pierwsza generacja modelu Ranger w pierwszej kolejności zasiliła ofertę tej marki na rynku, gdzie została ona utworzona przez General Motors, czyli w Południowej Afryce. Samchód był tam oferowany wyłącznie jako 4-drzwiowy sedan, będący bliźniaczą odmianą Opla Rekorda.
Ranger pierwszej generacji nosił różne nazwy w zależności od wariantu wyposażeniowego: 130 i 153, a także 1900 i 2500. Pod kątem wizualnym, pojazd charakteryzował się pojedynczym pasem obejmującym atrapę chłodnicy w stylu modelu Vauxhall Victor i podwójne reflektory.

### Silniki
- L4 1.7l
- L4 1.9l
- L4 2.1l
- L4 2.5l

## Druga generacja

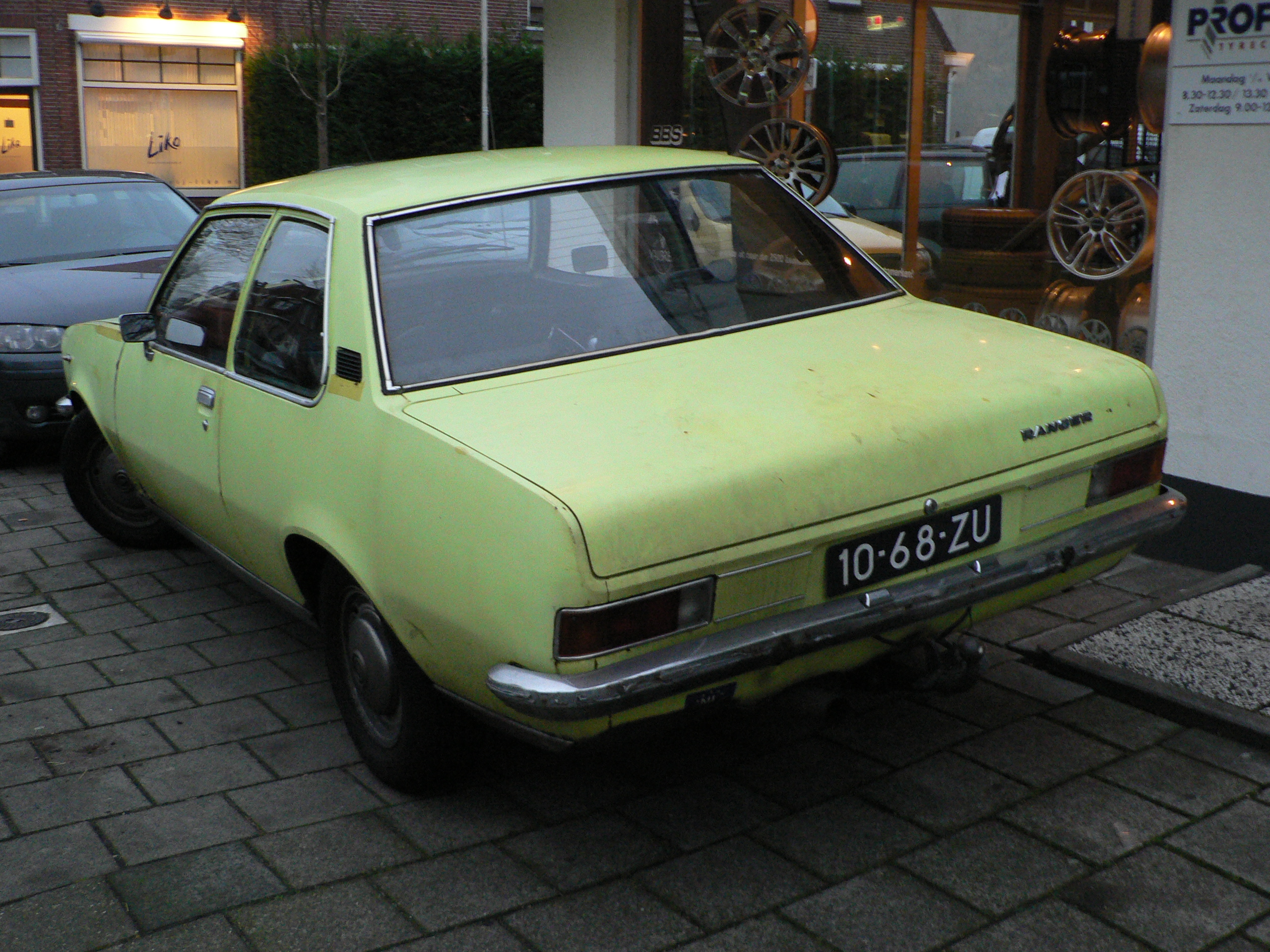
Ranger II – tył

Ranger II został zaprezentowany po raz pierwszy w 1972 roku.
Druga i zarazem ostatnia generacja Rangera ponownie powstała jako bliźniacza konstrukcja wobec Opla Rekorda, tym razem oferowana nie tylko w Południowej Afryce, ale i wyselekcjonowanych krajach Europy Zachodniej: Belgii i Szwajcarii.
Tym razem gamę drugiej generacji Rangera tworzyły warianty o oznaczeniach numerycznych 1500, 1900 i 2500. Nadwozie zyskało inne proporcje, z niżej osadzoną i dłuższą maską oraz prostokątnymi lampami tylnymi. Produkcja zakończyła się w 1978 roku bez następcy.

### Silniki
- L4 1.7l
- L4 1.9l
- L4 2.5l
- L4 2.8l